# Tapos (Tenjo)
Tapos is een bestuurslaag in het regentschap Bogor van de provincie West-Java, Indonesië. Tapos telt 6948 inwoners (volkstelling 2010).